# بطولة نوتنغهام المفتوحة
بطولة نوتنغهام المفتوحة هي بطولة تلعب على الأراضي العشبية , وتندرج تحت قائمة بطولات رابطة محترفي كرة المضرب ال250 نقطة. تقام البطولة في مدينة نوتنغهام في بريطانيا.

## روابط خارجية
- بطولة نوتنغهام المفتوحة على موقع رابطة محترفي التنس (الإنجليزية)
- بطولة نوتنغهام المفتوحة على موقع رابطة محترفي التنس (الإنجليزية)
- بطولة نوتنغهام المفتوحة على موقع رابطة محترفات التنس (الإنجليزية)